# ماری-لوئیز دمین
ماری-لوئیز دَمین (فرانسوی: Marie-Louise Damien‎; ۵ دسامبر ۱۸۸۹ – ۳۰ ژانویهٔ ۱۹۷۸) خواننده و بازیگر اهل فرانسه بود.
از فیلم‌ها یا برنامه‌های تلویزیونی که وی در آن نقش داشته‌است می‌توان به گوژپشت نتردام، ناپلئون اشاره کرد.